# Le vent nous portera
Le vent nous portera (De wind zal ons dragen) is een nummer van de Franse rockband Noir Désir. Het is de eerste single van hun zesde studioalbum Des visages des figures uit 2001. Op 28 augustus dat jaar werd het nummer eerst in Frankrijk op single uitgebracht. In september volgde de rest van Europa.

## Achtergrond
De Franse zanger Manu Chao speelt gitaar op dit nummer. De single werd een grote hit in thuisland Frankrijk, België (Wallonië) en Italië. In thuisland Frankrijk werd de 3e positie behaald. Ook in het Nederlandse taalgebied geniet "Le vent nous portera" bekendheid. 
In Nederland was de single in week 42 van 2001 de 448e Megahit op Radio 3FM en werd een radiohit. De single bereikte de 39e positie in de publieke hitlijst; toentertijd de Mega Top 100 op Radio 3FM en de 37e positie in de Nederlandse Top 40 op destijds Radio 538.
In België behaalde de single géén notering in de Vlaamse Ultratop 50, maar bleef steken op een 2e positie in de Vlaamse "Ultratip". wél bereikte de single de 7e positie in de Waalse Ultratop 50. In de Vlaamse Radio 2 Top 30 werd géén notering behaald.